# Okoboji
Okoboji ist eine Kleinstadt (mit dem Status „City“) im Dickinson County im US-amerikanischen Bundesstaat Iowa. Das U.S. Census Bureau hat bei der Volkszählung 2020 eine Einwohnerzahl von 768 ermittelt.

## Geografie
Okoboji liegt inmitten der Iowa Great Lakes genannten Region im Nordwesten Iowas. Die Stadt liegt am West Okoboji Lake und am East Okoboji Lake, die am südlichen Stadtrand über eine schmale Passage miteinander verbunden sind. Beide Seen gehören über eine Kette weiterer Seen, den Milford Creek und den Little Sioux River zum Stromgebiet des Missouri. Die Staatsgrenze nach Minnesota befindet sich 15 km nördlich der Stadt; die vom Big Sioux River gebildete Grenze Iowas zu South Dakota verläuft 121 km westlich.
Die geografischen Koordinaten von Okoboji sind 43°23′11″ nördlicher Breite und 95°08′54″ westlicher Länge. Die Stadt erstreckt sich über eine Fläche von 4,82 km² und liegt  zum größten Teil in der Center Grove Township sowie zu einem kleineren Teil in der Lakeville Township.
Nachbarorte von Okoboji sind Spirit Lake (7,4 km nordöstlich), Orleans (11,8 km in der gleichen Richtung), Arnolds Park (3,1 km südöstlich) und West Okoboji (8,9 km südsüdwestlich).
Die nächstgelegenen größeren Städte sind die Twin Cities in Minnesota (Minneapolis und Saint Paul) (290 km nordöstlich), Rochester in Minnesota (275 km ostnordöstlich), Waterloo (342 km ostsüdöstlich), Cedar Rapids (425 km in der gleichen Richtung), Iowas Hauptstadt Des Moines (320 km südöstlich), Nebraskas größte Stadt Omaha (289 km südsüdwestlich), Sioux City (179 km südwestlich) und South Dakotas größte Stadt Sioux Falls (140 km westlich).

## Verkehr
Der U.S. Highway 71 verläuft in Nord-Süd-Richtung als Hauptstraße durch Okoboji. Alle weiteren Straßen sind untergeordnete Landstraßen, teils unbefestigte Fahrwege sowie innerörtliche Verbindungsstraßen.
Mit dem Spirit Lake Municipal Airport befindet sich innerhalb des Stadtgebiets von Okoboji ein kleiner Flugplatz. Die nächsten Verkehrsflughäfen sind der Minneapolis-Saint Paul International Airport (288 km nordöstlich), der Des Moines International Airport (326 km südöstlich), das Eppley Airfield in Omaha (282 km südsüdwestlich), der Sioux Gateway Airport in Sioux City (192 km südwestlich) und der Sioux Falls Regional Airport (146 km westlich).

## Bevölkerung
Nach der Volkszählung im Jahr 2010 lebten in Okoboji 807 Menschen in 427 Haushalten. Die Bevölkerungsdichte betrug 167,4 Einwohner pro Quadratkilometer. In den 427 Haushalten lebten statistisch je 1,89 Personen.
Ethnisch betrachtet setzte sich die Bevölkerung zusammen aus 98,8 Prozent Weißen, 0,1 Prozent (eine Person) Afroamerikanern, 0,1 Prozent Asiaten sowie 0,5 Prozent aus anderen ethnischen Gruppen; 0,5 Prozent stammten von zwei oder mehr Ethnien ab. Unabhängig von der ethnischen Zugehörigkeit waren 2,6 Prozent der Bevölkerung spanischer oder lateinamerikanischer Abstammung.
21,8 Prozent der Bevölkerung waren unter 18 Jahre alt, 49,2 Prozent waren zwischen 18 und 64 und 29,0 Prozent waren 65 Jahre oder älter. 51,1 Prozent der Bevölkerung waren weiblich.
Das mittlere jährliche Einkommen eines Haushalts lag bei 55.192 USD. Das Pro-Kopf-Einkommen betrug 50.733 USD. 10,6 Prozent der Einwohner lebten unterhalb der Armutsgrenze.